# Bokod
Bokod è una municipalità di quarta classe delle Filippine, situata nella Provincia di Benguet, nella Regione Amministrativa Cordillera.
Bokod è formata da 10 baranggay:
- Ambuclao
- Bila
- Bobok-Bisal
- Daclan
- Ekip
- Karao
- Nawal
- Pito
- Poblacion
- Tikey